# 托爾基夫
48°45′56″N 28°41′35″E / 48.76556°N 28.69306°E
托爾基夫（烏克蘭語：Торків），是烏克蘭的村落，位於該國西南部文尼察州，由圖利欽區負責管轄，始建於1562年，面積4.54平方公里，海拔高度230米，2001年人口1,007，人口密度每平方公里221.86人。